# Brennerpasset
Brennerpasset (tyska: Brennerpass; italienska: Passo del Brennero), är ett bergspass som utgör gränsövergång mellan Österrike och Italien. Passet har fått sitt namn efter orten Brenner (Brennero), vilken ligger i regionen Trentino-Sydtyrolen (Trentino-Südtirol; Trentino-Alto Adige) i Italien. På den österrikiska sidan gränsar det mot förbundslandet Tyrolen.
Brennerpasset är en av centraleuropas viktigaste transportleder, då den är den enda nordsydliga passagen i regionen. Därtill har passet en relativt låg höjd, cirka 1 370 meter över havet vilket gör vägen farbar även vintertid. Brennermotorvägen (Brenner Autobahn, L'Autostrada del Brennero) som utgör en del av E45, börjar i Innsbruck där den heter A13 och byter sedan namn vid gränspasset till A22 där den sträcker sig vidare till Bolzano och Verona. Det är en betalväg både på den österrikiska och den italienska sidan, utom ett avsnitt på den italienska sidan som sträcker sig från gränsen till Sterzing (Vipiteno).

## Broar längs Brennermotorvägen
Brennermotorvägen har ett flertal långa broar. Mest känd är Europabron (Europabrücke) över Wippdalen norr om Brennerpasset. Europabron är 657 meter lång och den stod klar 1963. 22 arbetare omkom under det fyra år långa byggprojektet. Där bron passerar floden Sill nere i dalen är det 190 meter från marken till körbanan. Detta gör Europabron till Europas näst högsta (körbanans höjd) efter Millaubron i Frankrike.
Fler broar på den österrikiska sidan:
- Gschnitztalbrücke (674 m)
- Erste Nößlachbrücke (340 m)
- Zweite Nößlachbrücke (202 m)
- Obernberg (458 m)
- Luegbrücke (1.804 m)